# Curcuminoidi

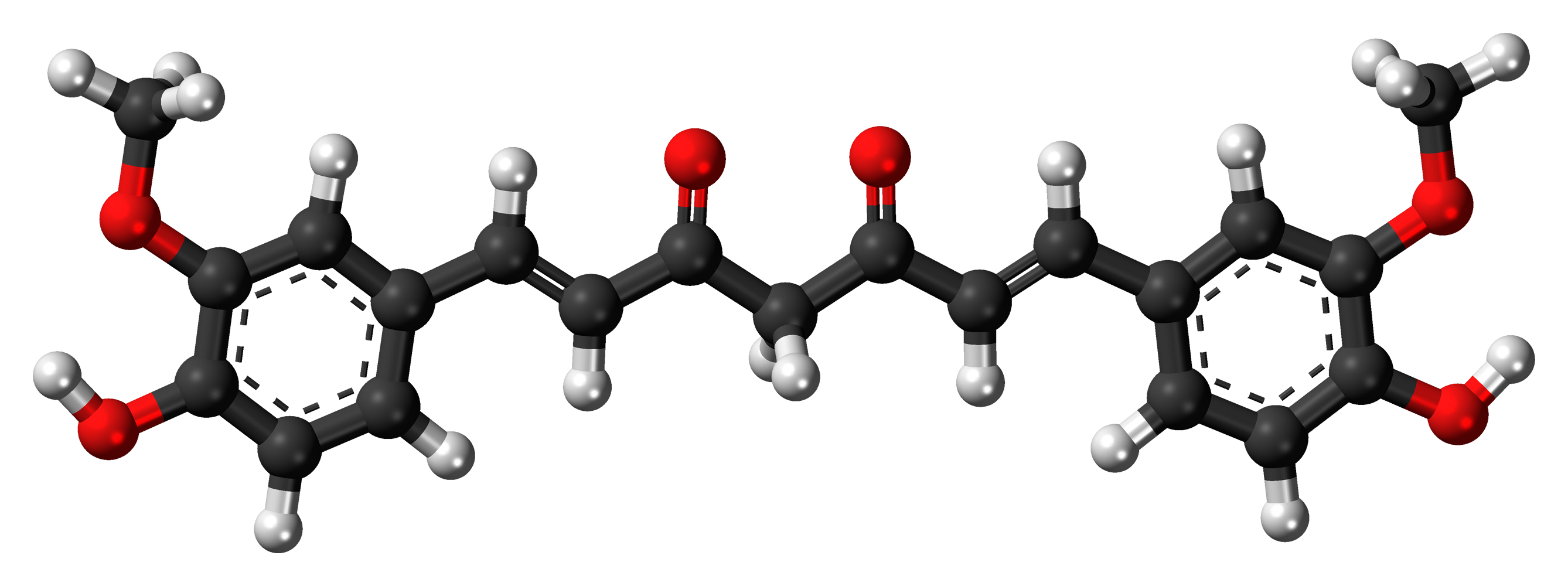
Struttura tipica di un curcuminoide
2 anelli fenolici con sostituenti collegati da un eptano

Curcuminoidi o curcumine sono definiti i composti chimici componenti il pigmento estratto dalla Curcuma longa, i loro analoghi o derivati di origine sia naturale sia sintetica.
Il termine curcuminoidi fu introdotto da Pavolini ed altri nel 1950 , nell'ambito degli studi sulla sintesi della curcumina 
quando ancora non era definito che la curcumina non è una singola sostanza ma una miscela di sostanze congeneri.
I principali curcuminoidi studiati sono quelli rintracciabili nel rizoma della Curcuma longa ed i loro metaboliti.

## Caratteristiche
In natura hanno normalmente in comune la struttura diarileptanoide lineare, con 2 gruppi fenolici con vari sostituenti, legati da una catena con 7 atomi di carbonio (C6-C7-C6).
I 2 gruppi fenolici sono normalmente legati da gruppi α, β insaturi β dichetoni. È possibile anche che per ciclizzazione interna il legame sia un gruppo α, β insaturo di-idropiranone come nella ciclocurcumina (2-(4-hydroxy-3-methoxyphenyl)-6-[(E)-2-(4-hydroxy-3-methoxyphenyl)ethenyl]-3,4-dihydro-2H-pyran-4-one ). o che per idrogenazione non ci siano legami insaturi, come nelle idrocurcumine.
I curcumonoidi sono sostanze normalmente insolubili in acqua e poco solubili nei lipidi. Sono instabili. Possono degradare sia per l'esposizione ai raggi UV, sia con pH neutro o alcalino, ≥ 7. Sono inoltre portati all'auto-ossidazione. Tutte caratteristiche poco compatibili con molti potenziali utilizzi farmacologici. 
Alcuni curcuminoidi di sintesi sono stati sviluppati per superare i limiti dei curcuminoidi naturali senza compromettere l'attività fisiologica o farmacologica.
Sono considerati curcuminoidi anche complessi come le cassumunine e cassumunarine.

## Utilizzo
Il principale utilizzo è come colorante vegetale, con il nome: curcumina, codificato tra gli additivi alimentari della UE con E100.
Il termine curcuminoids viene utilizzato dalla farmacopea USA per indicare un integratore alimentare contenente non meno del 95% dei curcuminoidi estratti dal rizoma della Curcuma longa
| Distribuzione curcuminoidi secondo la farmacopea USP | Distribuzione curcuminoidi secondo la farmacopea USP                   | Distribuzione curcuminoidi secondo la farmacopea USP |
| Sostanza                                             | Nome                                                                   | concentrazione (% w/w)                               |
| ---------------------------------------------------- | ---------------------------------------------------------------------- | ---------------------------------------------------- |
|                                                      | diferuloilmetano, curcumina o curcumina I                              | 70 - 80                                              |
|                                                      | p-idrossicinnamoilferuloilmetano, demetossicurcumina o curcumina II    | 15 - 25                                              |
|                                                      | p,p-di-idrossidicinnamoilmetano, bisdemetossicurcumina o curcumina III | 2,5 – 6,5                                            |

composizione analoga a quella del colorante curcumina, E100.
Estratti dal rizoma della Curcuma longa ricchi di curcuminoidi sono inclusi in varie farmacopee, non solo di paesi asiatici, indicati prevalentemente per l'azione antiossidante e per quella anti-infiammatoria su giunture ed articolazioni.

## Attività antiossidante
Molte ricerche hanno rilevato su diversi modelli l'attività antiossidante ed antiradicalica dei curcuminoidi.
L'attività antiossidante dei curcuminoidi viene comunemente imputata ai gruppi fenolici con ossidrili (-OH) ed in particolare alla tautomeria cheto-enolica dei curcuminoidi simmetrici.
Essendo però vari i gruppi funzionali e diversi i possibili sostituenti sui gruppi fenolici che possono partecipare a queste attività, diversi curcuminoidi possono mostrare diverse attività.

Diverso il risultato anche in funzione del sistema di misura adottato.
| Metodo/Saggio di misura | Attività antiossidante e antiradicalica              |
| --- | ---------------------------------------------------- |
| Inibizione dei radicali perossilici/ DPPH | 4hcur > 6hcur = 8hcur > trolox > cur > dcur >>>bdcur |
| Inibizione dell'ossidazione dell'acido linoleico/ AAPH | 4hcur > cur > 8hcur > 6hcur > dcur >> trolox > bdcur |
| Inibizione dell'emolisi dei globuli rossi / AAPH | 8hcur > 4hcur = 6hcur > trolox > cur = dcur          |
| Inibizione dell'ossidazione dell'acido linoleico/ FTC | 4hcur > cur = 4hdcur > bdcur > dcur > 4hbdcur        |
| Inibizione dell'ossidazione dell'acido linoleico/ TBA | 4hcur> cur = 4hdcur > dcur > bdcur > 4hbdcur         |
| Legenda: cur = diferuloilmetano o curcumina, dcur = demetossicurcumina, bdcur = bisdemetossicurcumina, 4hcur = tetraidrocurcumina, 6hcur=esaidrocurcumina , 8hcur=octoidrocurcumina, 4hdcur = tetraidrodemetossicurcumina, 4hbdcur= tetraidrobisdemetossicurcumina |                                                      |

La maggiore attività antiossidante delle tetraidrocurcumine non è confermata in tutti i modelli ma sempre più ricerche si focalizzano su di loro per il minor o assente potere colorante e perché non esibiscono attività pro-ossidante.